# Simone Stortoni
Simone Stortoni (Chiaravalle, Provincia de Ancona, 7 de julio de 1985) es un ciclista italiano.
Profesional desde 2009, corrió dos años en el equipo UCI ProTeam Lampre-Merida. Se retiró en 2015 a los 30 años de edad tras no encontrar equipo para la siguiente temporada.

## Palmarés
2007
- Giro del Belvedere

2008
- Gran Premio Industrias del Mármol

## Resultados en Grandes Vueltas
| Carrera | Carrera         | 2009 | 2010 | 2011 | 2012 | 2013 | 2014 | 2015 |
| ------- | --------------- | ---- | ---- | ---- | ---- | ---- | ---- | ---- |
|         | Giro de Italia  | —    | 73.º | 80.º | —    | 56.º | —    | 50.º |
|         | Tour de Francia | —    | —    | —    | 69.º | —    | —    | —    |
|         | Vuelta a España | —    | —    | —    | —    | Ab.  | —    | —    |

—: no participa
Ab.: abandono